# انژا
انژا (به لاتین: Anju District) یک سکونتگاه مسکونی در جمهوری خلق چین است که در سوینینگ واقع شده‌است.

## خصوصیات
انژا ۱٬۲۵۸ کیلومترمربع مساحت و ۷۵۰٬۰۰۰ نفر جمعیت دارد و ۲۸۲ متر بالاتر از سطح دریا واقع شده‌است.